# Econofísica
A Econofísica é o campo de estudo, em desenvolvimento, que busca relacionar ou explicar fenômenos econômicos com auxílio de técnicas da Física.
Geralmente as técnicas utilizadas para este propósito envolvem dinâmica não linear, processos estocásticos e incertezas.
O desejo de se analisar a Economia à luz da Física não é recente e historicamente tem razões óbvias, já que os físicos têm mais de 400 anos de técnicas em modelagem, o que torna tentador elaborar uma análise econômica desse ponto de vista  :
" ... a palavra Física é sinônimo de modelagem. E modelagem é algo que nasce de maneira simples, basicamente tudo tem início em um Sistema Natural, em seguida procura-se uma maneira de codificar este Sistema Natural para que se possa realizar medições e observações. De posse deste arranjo de dados e observações, cria-se o chamado Sistema Formal, onde por meio de técnicas o profissional consegue fazer inferências sobre o assunto. O último passo é a decodificação do sistema formal para que se possam fazer as predições do sistema natural.
Quando o sistema natural é a própria natureza, e a codificação e a decodificação são feitas pelo uso da matemática, não se tem dúvidas que o que está sendo feito é Física.
Um ponto relevante para entender o que um físico faz é compará-lo com outro profissional, por exemplo, um economista. Na economia a “regra” é o reducionismo atomístico, no qual a realidade deve ser explicada em termos de um agente representativo racional. Em outras palavras, os economistas partem do princípio de que o comportamento agregado de um sistema é idêntico à soma dos efeitos de cada uma das causas individuais. Por outro lado, o físico utiliza, como "princípio”, o reducionismo interativo, ou seja, não tenta descrever um agente do sistema de forma atomizada e sim busca descrever a interação  de um agente com o outro. Dizemos então que, para um físico, a interação entre agentes resulta em uma descrição estatística do comportamento agregado do sistema. Uma das vantagens desta abordagem em relação à Economia é que a psicologia individual dos traders (componentes do mercado) é desconsiderada, obedecendo-se  apenas às propriedades estatísticas.
Uma aplicação bem divertida e profunda da Física no mercado financeiro é por meio de algoritmos quantitativos para fundos de investimentos. Esses algoritmos buscam meios de conseguir retornos financeiros na bolsa de valores por meio de máquinas que operam segundo um código determinado". 
Nos últimos anos, a maioria dos livros e artigos publicados sobre o assunto é quase sempre voltada  ao uso do cálculo estocástico para a precificação de instrumentos financeiros, como por exemplo o modelo de Back&Scholes, um modelo financeiro em que o valor de um instrumento financeiro depende da valor futuro esperado do ativo em negociação.
O modelo  Black&Scholes, apesar de conter muitas simplificações, ainda é muito bem aceito pelos bancos que negociam este tipo de contrato. A estrutura matemática do modelo é puramente um movimento browniano geométrico, e a equação final, que resultará no preço a ser adotado pelo instrumento, é nada menos que uma equação de Laplace - a mesma equação utilizada para se calcular, por exemplo, a propagação de calor em uma barra metálica cilíndrica.
Embora o assunto seja intrigante, poucas outras aplicações práticas são conhecidas. Podemos citar algumas explicações que envolvem fenômenos estatísticos de cauda pesada e a Lei de Potência de alguns fenômenos físicos, econômicos e sociais.
É interessante citar outra abordagem, neste caso macroeconómica:
"Devido à conjuntura atual do Brasil um número cada vez maior de pessoas entende que os rumos políticos ditam o ritmo da economia, que, por sua vez, alimenta as decisões políticas num grande ciclo de retroalimentação complexo e longo.
Embora seja quase impraticável depurar todos os efeitos às suas respectivas causas, algumas consequências são persistentes e permitem ser medidas ao longo do tempo e alteradas indiretamente em busca de um determinado resultado, mesmo que as vezes sejam impopulares ou em outras palavras, politicamente perigosas.
Uma consequência com persistência temporal, ou seja, depurável dentro do enorme turbilhão de causas e consequência do mundo econômico é a inflação. Um enorme vilão para qualquer economia que dissolve o valor de nosso trabalho. 
Existem fortes críticas políticas e econômicas sobre a forma de controlar e gerenciar a inflação brasileira, porém nesta matéria estamos interessados apenas em avaliar a modelagem deste sistema e quais suas relações com a Física. 
Desde Copérnico, os estudiosos percebiam que os preços em geral aumentavam quando grandes quantidades de ouro e prata eram trazidas do “Novo Mundo” para a cunhagem de moedas. Em outras palavras notaram que toda vez que o dinheiro ao poder do público aumentava os preços eram inflacionados. 
Mas foi só nos séculos XIX e XX que os economistas estruturaram uma equação simples para modelar este fenômeno. O principal responsável desta conquista foi Irving Fisher que propôs a seguinte relação:
M.V = P.T
M: Quantidade de moeda ao poder do público (no período)
V: Frequência da Moeda* (no período)
P: Preço médio das transações (no período) 
T: Número total de transações econômicas (no período) 
Ou seja, a quantidade de moeda ao poder do público vezes a frequência com que o dinheiro circula na economia era igual ao número total de transações econômicas vezes o preço médio dessas transações.
Esta relação é uma simples conclusão da definição de Produto Interno Bruto:
PIB = P.T
Supondo a quantidade de moeda proporcional ao PIB, temos M= k. PIB. Logo: 
M.(1/k) = P.T
Sendo (1/k) o inverso da frequência da moeda. Note que PIB é um fluxo temporal (R$/ano) e que moeda possui dimensão de R$. Ou seja, k possui dimensões de tempo.
Esta relação nos diz que se considerarmos a frequência da moeda aproximadamente constante no curto prazo, uma diminuição na quantidade de moedas acarretará numa diminuição dos preços e por consequência numa diminuição da inflação. O número de transações pode também ser considerado quase constante no curto prazo pois ele indica, de certa forma, a existência da atividade econômica. Não é razoável pensar que iremos parar de comprar e vender de uma hora para outra. Quase ninguém planta o que come ou produz o próprio combustível.
O Banco Central, além de outras medidas, está unindo esforços para reduzir o ritmo da inflação por meio de várias “engrenagens” ao seu dispor. Por exemplo, o aumento da taxa básica de juros torna o custo do dinheiro mais caro o que reduz a demanda por crédito e por consequência o montante de dinheiro ao poder do público. (Tratamos deste assunto no último dia 15/08 no curso Q-1 oferecido aos alunos da CEMAM-USP).
Algo que chama muito a atenção é notar que mesmo simples a equação da Teoria Quantitativa da Moeda possuí impactos reais e práticos, como pode-se verificar nos relatórios do Banco Central, </ref>  assim como a evolução da Base Monetária do Brasil   . 
Porém outro ponto que chama a atenção é a grande semelhança que a equação da Moeda  (MV=PT) possui com a Equação de Clapeyron (pv=nrt). Por exemplo:
 A Quantidade de Moeda (M) é um saldo assim como o volume (v) que fornece as fronteiras do sistema, relacionando-se com a próxima entidade desta lista.
 A Frequência da Moeda (V) é um fluxo que fornece dinamismo à relação, assim como a Pressão (p) é um fluxo, pois é uma relação de força (fluxo – Variação de Momento no tempo) com superfície.
 O Preço médio (P) é a estatística macroscópica com origem no comportamento individual de cada transação, assim como a Temperatura (t) é a energia média por grau de liberdade das moléculas do gás.
 O Número de Transações (T) carrega a ideia da ação dos agentes de sistema, que para este caso o agente é a Interação do indivíduo e não o número de indivíduos. No caso contrário (n) é o número de moléculas do sistema.
Ou seja, com este tipo de paralelismo podemos buscar as deduções da física e aplicar na economia a fim de conseguir entender mais e melhor o mundo que criamos.
Já pensou em derivar com relação ao tempo a equação da Moeda?  
Outro exemplo de aplicação deste paralelismo entre Física e Economia foi dado pelo Físico Victor Yakovenko no paper Statistical Mechanics of Money, Wealth, and Income no qual descreve a distribuição de dinheiro na sociedade através da Distribuição de Energia de Boltzmann-Gibbs. As consequências de suas ideias auxiliam a análise de evolução de sistemas econômicos que por sua vez poderão auxiliar as decisões políticas nas próximas décadas.
É muito difícil argumentar sobre quais serão os frutos da relação entre a Física e a Economia no futuro, mas se pudesse apostar diria que um dia entrarão no vocabulário do debate Macroeconômico palavras como: Transformada de Fourier, Funções de Green e Função de Partição."

## Aplicações
Atualmente o projeto liderado pelo Instituto BIT chamado QBIT-Advisor emprega Físicos da Brasil (USP e Unicamp), Alemanha (Instituto Leibniz) e Estados Unidos (Virginia University) que buscam por meio da Econofísica, uma forma de calcular o impacto de uma notícia no mercado financeiro. De acordo com os líderes do projeto a inspiração inicial surgiu do emprego de técnicas da física para criar um modelo matemático subjacente e em seguida a materialização deste modelo por meio de algoritmos independentes programados em Linux.
De acordo com fontes internas a técnica utilizada leva em conta técnicas como: teoria das perturbações, teoria da medida, probabilidade bayesiana, operadores entre outras técnicas.

## Novas fronteiras
De acordo com um dos Diretores do Instituto BIT as aplicações de técnicas como as utilizadas no QBIT-Advisor abriram as portas para a prática de um novo tipo de ciência que conseguirá empregar técnicas da Física para a modelagem de comportamentos psicossociais de uma população. Algo que poderá ser chamado de PsicoFísica no futuro.
"...Nos últimos meses nos demos conta que ter desenvolvido uma forma de calcular o impacto (retorno alvo) de ativos na bolsa de valores é em essência o mesmo que entender de maneira quantitativa algumas componentes do comportamento psicossocial da população Brasileira. Ou seja, como nós (Brasileiros) reagimos à uma notícia de desemprego ou a uma notícia sobre o política. Embora não possamos dizer que os investidores ou traders da bolsa de valores representam a população brasileira, estamos seguro que seus representantes (Gestores de Fundos) o fazem ao defender os interesses de todos os investidores.
No futuro os estudos que estamos realizando podem perfilar o comportamento do Brasileiro e esses valiosos dados poderão ser usados em campanhas de marketing, na gestão política ou como uma nova ferramenta militar...Nunca foi o nosso objetivo inventar uma "PsicoFísica", mas podemos estar esbarrando em algo neste sentido e o Brasil poderá se tornar uma referência neste assunto" - Completa o Diretor de Projetos do Instituto BIT na HSM ExpoManagement 2015.

## Econofísica com o modelo de Ising
Através de modelos do tipo Ising é possivel simular computacionalmente o comportamento de dados do mercado financeiro. Para uma lista de aplicações do modelo de Ising em Econofísica ver